# Ahbach (Lahn)
Der Ahbach, auch Abach genannt, ist ein 3,4 km langer, westlicher und orographisch linker Zufluss der Lahn im nordrhein-westfälischen Kreis Siegen-Wittgenstein.

## Geographie

### Verlauf
Der Ahbach entspringt und verläuft im Süden des Rothaargebirges und im Südosten des Naturparks Sauerland-Rothaargebirge. Seine Quelle liegt auf der Grenze der Gemarkungen Nenkersdorf und Volkholz zwischen Benfe im Norden und Großenbach im Südosten auf etwa 588 m ü. NHN Höhe auf dem Osthang des 644,9 m hohen Aukopfs.
Der Ahbach fließt durch ein im Oberlauf bewaldetes und im Unterlauf von Wald gesäumtes Tal: Nach anfangs südöstlicher und dann bei östlicher Fließrichtung nimmt er rechtsseitig einen namenlosen Zufluss auf, der nahe der im Süden gelegenen Siegquelle entspringt und im Rahmen der ersten von zwei benachbarten Lichtungen einmündet. Hiernach wendet sich der Bach nach Nordosten, um nach linksseitigem Einmünden eines von Westen kommenden Bachs, der ebenfalls Ahbach heißt, endgültig nach Osten zu fließen.
Anschließend fließt der Ahbach jeweils wenige Meter südlich an drei Teichen vorbei, von denen der mittlere als größter dieser Stillgewässer auf 482 m Höhe liegt. Unterhalb davon durchfließt er ein offenes und von Wald gesäumtes Wiesental, in dem er rechtsseitig ein namenloses Rinnsal von Süden aufnimmt, wonach linksseitig der aus Richtung Nordwesten vom Weibelskopf (620,7 m) heranfließende Weibelsbach einmündet. In dessen Mündungsbereich liegen zwei Teiche. Kurz darauf mündet linksseitig nach Passieren von vier weiteren Teichen der aus Richtung Norden und vom selben Berg kommende Hermelsbach ein. Hiernach erreicht der Bach die zu Bad Laasphe gehörende Ortschaft Volkholz, wo linksseitig von Norden heranfließend der Schönbach einmündet. 
Nachdem er Volkholz durchflossen hat, mündet der Ahbach am östlichen Ortsrand auf etwa 429 m Höhe direkt nach Unterqueren der Kreisstraße 34 (Glashütter Straße) in den dort von Süden kommenden Rhein-Nebenfluss Lahn.

### Einzugsgebiet und Zuflüsse
Das Einzugsgebiet des Ahbachs ist 3,952 km² groß. Zu seinen Zuflüssen gehören (bachabwärts betrachtet):
| Name        | Seite  | Länge (km) | Quell-          | Mündungs-       | Stat. (km) |
| Name        | Seite  | Länge (km) | höhe (m ü. NHN) | höhe (m ü. NHN) | Stat. (km) |
| ----------- | ------ | ---------- | --------------- | --------------- | ---------- |
| namenlos?   | rechts | 0,65       | 603             | 522             | 2,95       |
| Ahbach      | links  | 0,4        | 562             | 499             | 2,35       |
| namenlos?   | rechts | 0,1        | 482             | 464             | 1,5        |
| Weibelsbach | links  | 1,15       | 587             | 462             | 1,4        |
| Hermelsbach | links  | 1,35       | 588             | 454             | 1,15       |
| Schönbach   | links  | 0,65       | 473             | 441             | 0,5        |

### Naturräumliche Zuordnung
Der Ahbach entspringt in der naturräumlichen Haupteinheitengruppe Süderbergland (Nr. 33) nahe der Grenze der Haupteinheit Siegerland (331) mit der Untereinheit Siegerländer Rothaar-Vorhöhen (331.2) im Westen zur Haupteinheit Rothaargebirge (mit Hochsauerland) (333) mit der Untereinheit Dill-Lahn-Eder-Quellgebiet (333.0) im Osten. Sie fließt erst durch den zur Untereinheit Dill-Lahn-Eder-Quellgebiet gehörenden Naturraum Ederkopf-Lahnkopf-Rücken (333.01) und in Volkholz durch die Untereinheit Südwittgensteiner Bergland (333.2).

## Schutzgebiete
Der Ahbach fließt – abgesehen vom mündungsnahen Unterlauf in Volkholz – durch das Landschaftsschutzgebiet Bad Laasphe (CDDA-Nr. 555558490; 1987 ausgewiesen; 122,9381 km² groß). Er mündet im Fauna-Flora-Habitat-Gebiet Rothaarkamm und Wiesentäler (FFH-Nr. 5015-301; 34,46 km²).

## Verkehr und Wandern
Etwa 140 m südöstlich unterhalb der Ahbachquelle verläuft die dort vom Bach unterquerte Landesstraße 719, die von Walpersdorf – die Eisenstraße des Rothaargebirges nahe der Siegquelle kreuzend – und dann nach dieser Bachunterquerung stets etwas nördlich parallel zum Ahbach nach Volkholz führt. Direkt oberhalb seiner Mündung überquert den Bach die K 34 (Glashütter Straße), die etwas nördlich der Mündung von der L 719 abzweigt und dann als Stichstraße durch Volkholz nach Süden lahnaufwärts zum Volkholzer Weiler Welschengeheu führt. Etwa 60 m westlich oberhalb der Bachquelle verläuft der Rothaarsteig.